# Lucas Monteverde
Lucas Monteverde (* 18. Dezember 1976) ist ein argentinischer Profi-Polospieler, der in Argentinien ein Handicap von 9 erreichte. Er stand 2017 auf Platz 20 der Weltrangliste.

## Leben
Lucas Monteverde wuchs in der Nähe der Stadt 25 de Mayo (Provinz Buenos Aires) auf der Estancia El Rincón auf. Die Farm wurde von seinem Vater Lucas und seinem Onkel Marcelo Monteverde, einem erfolgreichen Coach im Polosport, geführt. Er ist mit dem argentinischen Model Loli Lopez  verheiratet und hat zwei Kinder (Lucas und Lola).
Monteverde spielt seit seiner Kindheit Polo und wurde professioneller Spieler, als er ein Handicap von 5 erreichte. Er spielte unter anderem für Teams wie La Martina und Ellerstina. In Argentinien spielt er von 2005 bis 2010 für La Dolfina Polo Team.
Monteverdes erster Grand Slam Sieg war der  Veuve Clicquot Cowdray Park Gold Cup 2005, wo er als Ersatz für den verletzten Adolfo Cambiaso einsprang. Außerdem hat er die Hurlingham Open, den Gold Cup Deauville und den Gold Cup Sotogrande neben anderen Turnieren gewonnen.
2000 spielte er zum ersten Mal beim Argentine Open mit. 2005, 2006 und 2007 gewann er das Turnier mit La Dolfina. 2007 gewann die Mannschaft durch ein sog. „Goldenes Tor“ in der Verlängerung, erzielt durch Monteverde. Anschließend wurde er auf Handicap 10 heraufgestuft und machte La Dolfina zum Team mit einem perfekten Team-Handicap von 40.
2014 spielte er mit einem Handicap von +9 bei dem Team Alegria.